# BAFTA al miglior trucco e acconciatura
Il BAFTA al miglior trucco e acconciatura è un premio annuale, promosso dal BAFTA a partire dal 1983.

## Albo d'oro

### Anni 1980
- 1983
  - Sarah Monzani, Christopher Tucker e Michèle Burke - La guerra del fuoco (La guerre du feu)
  - Marvin G. Westmore - Blade Runner (Blade Runner)
  - Robert Sidell - E.T. l'extra-terrestre (E.T. the Extra-Terrestrial)
  - Tom Smith - Gandhi (Gandhi)
- 1984
  - Dorothy J. Pearl, George Masters, C. Romania Ford e Allen Weisinger - Tootsie (Tootsie)
  - Gordon Kay - Calore e polvere (Heat and Dust)
  - Phil Tippett e Stuart Freeborn - Il ritorno dello Jedi (Star Wars: Episode VI - Return of the Jedi)
  - Fern Buchner e John Caglione Jr. - Zelig (Zelig)
- 1985
  - Paul Engelen, Peter Frampton, Rick Baker e Joan Hills - Greystoke - La leggenda di Tarzan, il signore delle scimmie (Greystoke: The Legend of Tarzan, Lord of the Apes)
  - Jane Royle e Christopher Tucker - In compagnia dei lupi (The Company of Wolves)
  - Alan Boyle - Il servo di scena (The Dresser)
  - Tommie Manderson - Urla del silenzio (The Killing Fields)
- 1986
  - Paul LeBlanc e Dick Smith - Amadeus (Amadeus)
  - Peter Robb-King e Rob Bottin - Legend (Legend)
  - Michael Westmore - Dietro la maschera (Mask)
  - Peter Frampton, Paul Engelen, Anna Dryhurst, Luis Michelotti e Beth Presares - La foresta di smeraldo (The Emerald Forest)
- 1987
  - Shohichiro Meda, Tameyuki Aimi, Chihako Naito e Noriko Takemizawa - Ran (Ran)
  - Peter Robb-King - Aliens - Scontro finale (Aliens)
  - Jenny Shircore - Dreamchild (Dreamchild)
  - Peter Frampton - Sid & Nancy (Sid & Nancy)
- 1988
  - Hasso von Hugo - Il nome della rosa
  - Anna Dryhurst - anni quaranta
  - Michèle Dernelle e Jean-Pierre Eychenne - Jean de Florette
  - Chris Walas e Stephan Dupuis - La mosca
- 1989
  - Fabrizio Sforza - L'ultimo imperatore
  - Ve Neill, Steve LaPorte e Robert Short - Beetlejuice - Spiritello porcello
  - Sally Sutton - Il matrimonio di Lady Brenda
  - Carla Palmer - RoboCop

### Anni 1990
- 1990
  - Maggie Weston, Fabrizio Sforza – Le avventure del barone di Munchausen (The Adventures of Baron Munchausen)
  - Paul Engelen, Nick Dudman – Batman
  - Ken Jennings – Il mio piede sinistro (My Left Foot: The Story of Christy Brown)
  - Jean-Luc Russier – Le relazioni pericolose (Dangerous Liaisons)
- 1991
  - John Caglione Jr. e Doug Drexler – Dick Tracy
  - Christine Beveridge – Chi ha paura delle streghe? (The Witches)
  - Ben Nye Jr. – Ghost - Fantasma (Ghost)
  - Maurizio Trani – Nuovo Cinema Paradiso
- 1992
  - Jean-Pierre Eychenne, Michele Burke – Cyrano de Bergerac
  - Fern Buchner, Katherine James, Kevin Haney – La famiglia Addams (The Addams Family)
  - Frank Carrisosa – Balla coi lupi (Dances with Wolves)
  - Ve Neill – Edward mani di forbice (Edward Scissorhands)
- 1993
  - Peter Robb-King – L'ultimo dei Mohicani (The Last of the Mohicans)
  - Christine Beveridge – Casa Howard (Howards End)
  - Wally Schneiderman – Charlot
  - Stan Winston – Batman - Il ritorno (Batman Returns)
- 1994
  - Morag Ross – Orlando
  - Greg Cannom, Michèle Burke, Matthew W. Mungle – Dracula di Bram Stoker (Bram Stoker's Dracula)
  - Kevin Haney, Katherine James, Fred C. Blau Jr., Fern Buchner – La famiglia Addams 2 (Addams Family Values)
  - Christina Smith, Matthew W. Mungle, Waldemar Pokromski, Pauline Heys – Schindler's List - La lista di Schindler (Schindler's List)
- 1995
  - Cassie Hanlon, Angela Conte e Strykermeyer - Priscilla - La regina del deserto (The Adventures of Priscilla, Queen of the Desert)
  - Stan Winston, Michèle Burke e Jan Archibald - Intervista col vampiro (Interview with the Vampire)
  - Greg Cannom and Sheryl Ptak - The Mask
  - Greg Cannom, Ve Neill e Yolanda Toussieng - Mrs. Doubtfire - Mammo per sempre (Mrs. Doubtfire )
- 1996
  - Lisa Westcott - La pazzia di Re Giorgio (The Madness of King George)
  - Peter Frampton, Paul Pattison e Lois Burwell - Braveheart - Cuore impavido (Braveheart)
  - Ve Neill, Rick Baker e Yolanda Toussieng - Ed Wood
  - Morag Ross e Jan Archibald - Ragione e sentimento (Sense and Sensibility)
- 1997
  - Rick Baker e David LeRoy Anderson - Il professore matto (The Nutty Professor)
  - Lynda Armstrong, Martial Corneville, Colin Jamison, Jean-Luc Russier - La carica dei 101 - Questa volta la magia è vera (101 Dalmatians)
  - Sarah Monzani, Martin Samuel - Evita
  - Fabrizio Sforza, Nigel Booth - Il paziente inglese (The English Patient)
- 1998
  - Sallie Jaye e Jan Archibald - Le ali dell'amore (The Wings of the Dove)
  - John M. Elliott, Scott H. Eddo, Janis Clark - L.A. Confidential
  - Lisa Westcott - La mia regina (Mrs Brown)
  - Tina Earnshaw, Simon Thompson, Kay Georgiou - Titanic
- 1999
  - Jenny Shircore - Elizabeth
  - Lois Burwell, Jeanette Freeman - Salvate il soldato Ryan (Saving Private Ryan)
  - Lisa Westcott - Shakespeare in Love
  - Peter King - Velvet Goldmine

### Anni 2000
- 2000
  - Christine Blundell - Topsy-Turvy - Sotto-sopra (Topsy-Turvy)
  - Tania McComas, Carol A O'Connell - American Beauty
  - Christine Beveridge - Fine di una storia (The End of the Affair)
  - Peter King - Un marito ideale (An Ideal Husband)
- 2001
  - Rick Baker, Kazuhiro Tsuji, Toni G, Gail Rowell-Ryan, Sylvia Nava - Il Grinch (How the Grinch Stole Christmas)
  - Naomi Donne - Chocolat
  - Paul Engelen, Graham Johnston - Il gladiatore (Gladiator)
  - Peter King, Nuala Conway - Quills - La penna dello scandalo (Quills)
  - Yun-Ling Man, Siu-Mui Chau - La tigre e il dragone (Wo hu cang long)
- 2002
  - Peter Owen, Peter King, Richard Taylor - Il Signore degli Anelli - La Compagnia dell'Anello (The Lord of the Rings: The Fellowship of the Ring)
  - Amanda Knight, Eithne Fennel, Nick Dudman - Harry Potter e la pietra filosofale (Harry Potter and the Philosopher's Stone)
  - Sallie Jaye, Jan Archibald - Gosford Park
  - Maurizio Silvi, Aldo Signoretti - Moulin Rouge!
  - Rick Baker, Toni G, Kazuhiro Tsuji - Planet of the Apes - Il pianeta delle scimmie (Planet of the Apes)
- 2003
  - Judy Chin, Beatrice De Alba, John E. Jackson e Regina Reyes - Frida
  - Jordan Samuel e Judi Cooper-Sealy - Chicago
  - Manlio Rocchetti e Aldo Signoretti - Gangs of New York
  - Ivana Primorac, Conor O'Sullivan e Jo Allen - The Hours
  - Peter Owen, Peter King e Richard Taylor - Il Signore degli Anelli - Le due torri (The Lord of the Rings: The Two Towers)
- 2004
  - Ve Neill, Martin Samuel - La maledizione della prima luna (Pirates of Caribbean: The Curse of the Black Pearl)
  - Jean Ann Black, Paul LeBlanc - Big Fish - Le storie di una vita incredibile (Big Fish)
  - Jenny Shircore - La ragazza con l'orecchino di perla (Girl with a Pearl Earring) –
  - Paul Engelen, Ivana Primorac Ritorno a Cold Mountain (Cold Mountain)
  - Richard Taylor, Peter King, Peter Owen - Il Signore degli Anelli - Il ritorno del re (The Lord of the Rings: The Return of the King)
- 2005
  - Morag Ross, Kathryn Blondell, Sian Grigg - The Aviator
  - Lee-na Kwan, Xiaohai Yang, Siu-Mui Chau - La foresta dei pugnali volanti (十面埋伏)
  - Amanda Knight, Eithne Fennel, Nick Dudman - Harry Potter e il prigioniero di Azkaban (Harry Potter and the Prisoner of Azkaban)
  - Christine Blundell - Neverland - Un sogno per la vita (Neverland)
  - Christine Blundell - Il segreto di Vera Drake (Vera Drake)
- 2006
  - Howard Berger, Gregory Nicotero, Nikki Gooley - Le cronache di Narnia - Il leone, la strega e l'armadio (The Chronicles of Narnia: The Lion, the Witch and the Wardrobe)
  - Peter Owen, Ivana Primorac - La fabbrica di cioccolato (Charlie and the Chocolate Factory)
  - Nick Dudman, Amanda Knight, Eithne Fennel - Harry Potter e il calice di fuoco (Harry Potter and the Goblet of Fire)
  - Noriko Watanabe, Kate Biscoe, Lyndell Quiyou, Kelvin R. Trahan - Memorie di una geisha (Memoirs of a Geisha)
  - Fae Hammond - Orgoglio e pregiudizio (Pride & Prejudice)
- 2007
  - 'José Quetglás, Blanca Sánchez - Il labirinto del fauno (El laberinto del fauno)
  - Nicki Ledermann, Angel De Angelis - Il diavolo veste Prada (The Devil Wears Prada)
  - Jean-Luc Russier, Desiree Corridoni - Marie Antoinette
  - Ve Neill, Martin Samuel - Pirati dei Caraibi - La maledizione del forziere fantasma (Pirates of the Caribbean: Dead Man's Chest)
  - Daniel Phillips - The Queen - La regina (The Queen)
- 2008
  - Jan Archibald, Didier Lavergne - La vie en rose (La môme)
  - Jenny Shircore - Elizabeth: The Golden Age
  - Ivana Primorac - Espiazione (Atonement)
  - Judi Cooper Sealy, Jordan Samuel - Hairspray - Grasso è bello (Hairspray)
  - Ivana Primorac, Peter Owen - Sweeney Todd - Il diabolico barbiere di Fleet Street (Sweeney Todd: The Demon Barber of Fleet Street)
- 2009
  - Jean Black, Colleen Callaghan - Il curioso caso di Benjamin Button (The Curious Case of Benjamin Button)
  - Peter Robb-King - Il cavaliere oscuro (The Dark Knight)
  - Daniel Phillips, Jan Archibald - La duchessa (The Duchess)
  - Edouard F. Henriques, Kim Santantonio - Frost/Nixon - Il duello (Frost/Nixon)
  - Steven E. Anderson, Michael White - Milk

### Anni 2010
- 2010
  - Jenny Shircore - The Young Victoria
  - Thi Thanh Tu Nguyen, Jane Milon - Coco avant Chanel - L'amore prima del mito (Coco Avant Chanel)
  - Elizabeth Yianni-Georgiou - An Education
  - Peter King - Nine
  - Sarah Monzani - Parnassus - L'uomo che voleva ingannare il diavolo (The Imaginarium of Doctor Parnassus)
- 2011
  - Valli O'Reilly e Paul Gooch - Alice in Wonderland
  - Judy Chin, Geordie Sheffer - Il cigno nero (Black Swan)
  - Frances Hannon - Il discorso del re (The King's Speech)
  - Amanda Knight, Lisa Tomblin, Nick Dudman - Harry Potter e i Doni della Morte - Parte 1 (Harry Potter and the Deathly Hallows: Part 1)
  - Elizabeth Yianni-Georgiou - We Want Sex (Made in Dagenham)
- 2012
  - Marese Langan - The Iron Lady
  - Cydney Cornell, Julie Hewett - The Artist
  - Amanda Knight, Lisa Tomblin - Harry Potter e i Doni della Morte - Parte 2 (Harry Potter and the Deathly Hallows - Part 2)
  - Jan Archibald, Morag Ross - Hugo Cabret (Hugo)
  - Jenny Shircore - Marilyn (My Week with Marilyn)
- 2013
  - Lisa Westcott - Les Misérables
  - Ivana Primorac - Anna Karenina
  - Julie Hewett, Martin Samuel, Howard Berger - Hitchcock
  - Peter Swords King, Richard Taylor, Rick Findlater - Lo Hobbit - Un viaggio inaspettato (The Hobbit: An Unexpected Journey)
  - Lois Burwell, Kay Georgiou - Lincoln
- 2014
  - Evelyne Noraz e Lori McCoy-Bell - American Hustle - L'apparenza inganna (American Hustle)
  - Peter King, Richard Taylor e Rick Findlater - Lo Hobbit - La desolazione di Smaug (The Hobbit: The desolation of Smaug)
  - Debra Denson e Beverly Jo Pryor, Candace Neal - The Butler - Un maggiordomo alla Casa Bianca (The Butler)
  - Kate Biscoe e Marie Larkin - Dietro i candelabri (Behind the candelabra)
  - Maurizio Silvi e Kerry Warn - Il grande Gatsby
- 2015
  - Frances Hannon - Grand Budapest Hotel (The Grand Budapest Hotel)
  - Elizabeth Yianni-Georgiou e David White - Guardiani della Galassia (Guardians of the Galaxy)
  - Peter Swords King e J. Roy Helland - Into the Woods
  - Christine Blundell e Lesa Warrener - Turner (Mr. Turner)
  - Jan Sewell - La teoria del tutto (The Theory of Everything)
- 2016
  - Damian Martin e Lesley Vanderwalt - Mad Max: Fury Road
  - Morna Ferguson e Lorraine Glynn - Brooklyn
  - Jerry DeCarlo e Patricia Regan - Carol
  - Jan Sewell - The Danish Girl
  - Sian Grigg, Duncan Jarman e Robert Pandini - Revenant - Redivivo (The Revenant)
- 2017
  - J. Roy Helland e Daniel Phillips – Florence (Florence Foster Jenkins)
  - Amanda Knight, Neal Scanlan e Lisa Tomblin – Rogue One: A Star Wars Story
  - Donald Mowat e Yolanda Toussieng – Animali notturni (Nocturnal Animals)
  - Shane Thomas – La battaglia di Hacksaw Ridge (Hacksaw Ridge)
  - Jeremy Woodhead – Doctor Strange
- 2018
  - David Malinowski, Ivana Primorac, Lucy Sibbick e Kazuhiro Tsuji – L'ora più buia (Darkest Hour)
  - Donald Mowat e Kerry Warn – Blade Runner 2049
  - Deborah La Mia Denaver e Adruitha Lee – Tonya (I, Tonya)
  - Daniel Phillips – Vittoria e Abdul (Victoria & Abdul)
  - Naomi Bakstad, Robert A. Pandini e Arjen Tuiten – Wonder
- 2019
  - Nadia Stacey - La favorita (The Favourite)
  - Mark Coulier e Jan Sewell - Bohemian Rhapsody
  - Jenny Shircore - Maria regina di Scozia (Mary Queen of Scots)
  - Mark Coulier e Jeremy Woodhead - Stanlio & Ollio (Stan & Ollie)
  - Vice - L'uomo nell'ombra (Vice)

### Anni 2020
- 2020
  - Vivian Baker, Kazhuiro Tsuji e Anne Morgan - Bombshell - La voce dello scandalo (Bombshell)
  - Naomi Donne - 1917
  - Kay Georgiu e Nicki Ledermann - Joker
  - Lizzie Yianni Georgiou - Rocketman
  - Jeremy Woodhead - Judy
- 2021
  - Matiki Anoff, Larry M. Cherry, Sergio Lopez-Rivera e Mia Neal – Ma Rainey's Black Bottom
  - Jenny Shircore – La nave sepolta (The Dig)
  - Patricia Dehaney, Eryn Krueger Mekash e Matthew Mungle – Elegia americana (Hillbilly Elegy)
  - Kimberley Spiteri e Gigi Williams – Mank
  - Mark Coulier – Pinocchio
- 2022
  - Naomi Donne e Nadia Stacey - Crudelia (Cruella)
  - Alessandro Bertolazzi e Siân Miller - Cyrano
  - Love Larson e Donald Mowat - Dune
  - Linda Dowds, Stephanie Ingram e Justin Raleigh - Gli occhi di Tammy Faye (The Eyes of Tammy Faye)
  - Frederic Aspiras, Jane Carboni, Giuliano Mariana e Sarah Nicole Tanno - House of Gucci
- 2023[1]
  - Jason Baird, Mark Coulier, Louise Coulston e Shane Thomas - Elvis
  - Heike Merker - Niente di nuovo sul fronte occidentale (Im Westen nichts Neues)
  - Naomi Donne, Mike Marino e Zoe Tahir - The Batman
  - Naomi Donne, Barrie Gower e Sharon Martin - Matilda The Musical di Roald Dahl (Roald Dahl's Matilda the Musical)
  - Anne Marie Bradley, Judy Chin ed Adrien Morot - The Whale
- 2024[2]
  - Nadia Stacey, Mark Coulier e Josh Weston - Povere creature! (Poor Things)
  - Kay Georgiou e Thomas Nellen - Killers of the Flower Moon
  - Siân Grigg, Kay Georgiou, Kazu Hiro e Lori McCoy-Bell - Maestro
  - Jana Carboni, Francesco Pegoretti, Satinder Chumber e Julia Vernon - Napoleon
  - Luisa Abel, Jaime Leigh McIntosh, Jason Hamer e Ahou Mofid - Oppenheimer
- 2025[3]
  - Pierre-Olivier Persin, Stéphanie Guillon, Frédérique Arguello e Marilyne Scarselli - The Substance
  - Love Larson e Eva Von Bahr - Dune - Parte due (Dune: Part Two)
  - Julia Floch Carbonel, Emmanuel Janvier, Jean-Christophe Spadaccini e Romain Marietti - Emilia Pérez
  - David White, Traci Loader e Suzanne Stokes-Munton - Nosferatu
  - Frances Hannon, Laura Blount e Sarah Nuth - Wicked